# Puerto Riofrío
Puerto Riofrío  está situado al sur del golfo de Penas sobre la costa occidental del paso del Indio, en 49°13′00″S 74°25′15″O / -49.21667, -74.42083 en la región austral de Chile,  al sur del golfo de Penas sobre la costa occidental del paso del Indio.
Administrativamente pertenece a la Provincia de Última Esperanza de la XII Región de Magallanes y la Antártica Chilena.
Desde hace aproximadamente 6.000 años sus costas fueron habitadas por el pueblo kawésqar.  A comienzos del siglo XXI este pueblo había sido prácticamente extinguido por la acción del hombre blanco.

## Límites
Puerto Riofrío se encuentra sobre la costa occidental del paso del Indio y al lado oeste de la isla Marta de 32 metros de altura.

## Fondeaderos
La entrada al puerto  está entorpecida por la roca Covadonga y varios otros bajos fondos. Hacia el lado de la isla Wellington se alzan algunas cumbres de 115, 342 y 358 metros de altura.

## Recursos
En el puerto abunda el pescado.

## Historia
A contar de 1520, con el descubrimiento del estrecho de Magallanes, pocas regiones han sido tan exploradas como la de los canales patagónicos. En las cartas antiguas la región de la Patagonia, entre los paralelos 48° y 50° Sur, aparecía ocupada casi exclusivamente por una gran isla denominada “Campana” separada del continente por el “canal de la nación Calén”, nación que se supuso existió hasta el siglo XVIII entre los paralelos 48° y 49° de latitud sur.
Desde mediados del siglo XX esos canales son recorridos con seguridad por grandes naves de todas las naciones, gracias a los numerosos reconocimientos y trabajos hidrográficos efectuados en esas peligrosas costas.
Por más de 6.000 años estos canales y sus costas han sido recorridas por los kawésqar, indígenas, nómades canoeros. Hay dos hipótesis sobre su llegada a los lugares de poblamiento. Una, que procedían del norte siguiendo la ruta de los canales chilotes y que atravesaron hacia el sur cruzando el istmo de Ofqui. La otra es que procedían desde el sur y que a través de un proceso de colonización y transformación de poblaciones cazadoras terrestres, procedentes de la Patagonia Oriental, poblaron las islas del estrecho de Magallanes y subieron por los canales patagónicos hasta el golfo de Penas. A comienzos del siglo XXI este pueblo había sido prácticamente aniquilado por la acción del hombre blanco.